# Mosbach
Mosbach is een plaats in de Duitse deelstaat Baden-Württemberg. Het is de Kreisstadt van het Neckar-Odenwald-Kreis. De stad telt 23.425 inwoners.

## Overleden
Op 10 april 1602 overleed hier Amalia van Nieuwenaar-Alpen, Keurvorstin van de Palts (geboren ca. 1540), weduwe van Hendrik van Brederode 12de Heer van Brederode; Heer van Vianen en Ameide (1531-1568), samen met Lodewijk van Nassau, leider van het Verbond der Edelen. Zij boden op 5 april 1566 de landvoogdes het beroemde Smeekschrift aan.

## Geografie
Mosbach heeft een oppervlakte van 62,23 km² en ligt in het zuidwesten van Duitsland.

## Stadsdelen
- Diedesheim
- Kernstadt
- Lohrbach
- Neckarelz
- Reichenbuch
- Sattelbach

### Andere plaatsen in de gemeente
- Nüstenbach
- Waldstadt

## Geboren
- Werner Pokorny (1949-2022), beeldhouwer
- Michael Zittel (1951), acteur
- Bernd Förster (1956), voetballer
- Karlheinz Förster (1958), voetballer
- Marvin Fritz (1993), motorcoureur
- Dennis Geiger (1998), voetballer

Adelsheim ·
Aglasterhausen ·
Billigheim ·
Binau ·
Buchen ·
Elztal ·
Fahrenbach ·
Hardheim ·
Haßmersheim ·
Höpfingen ·
Hüffenhardt ·
Limbach ·
Mosbach ·
Mudau ·
Neckargerach ·
Neckarzimmern ·
Neunkirchen ·
Obrigheim ·
Osterburken ·
Ravenstein ·
Rosenberg ·
Schefflenz ·
Schwarzach ·
Seckach ·
Waldbrunn ·
Walldürn ·
Zwingenberg